# 屍體如山的死亡遊戲
《屍體如山的死亡遊戲》是成田良悟為原作，由藤本新太作畫的日本漫畫，簡稱「DMDP」。日文版自2017年10月20日出版的YOUNG GANGAN雜誌21號起連載。
以怪人雪天鴉為主角的衍生小說最早在YOUNG GANGAN的2023年10號上發表，之後自2023年5月8日起，於網路雜誌Manga Up！上開始連載，同年11月25日，由漫畫家負責繪畫的漫畫版在Manga Up！開始連載。
本作講述從異世界轉生至日本，期盼著平穩生活的死靈法師，卻被捲入新宿中黑白兩道勢力的行動，以及與自身過去有關的穿越者的陰謀。而在單行本中，則收錄了主角屍神殿離開後，於異世界側的所發生的故事的小說。
2022年11月15日宣布電視動畫化，分為兩部分，第1部分於2023年4月至6月播出。第2部分於同年10月至12月播出。

## 故事簡介
擁有「災厄殲滅者」稱號的教會騎士夏古魯亞，為了阻止世界被屍體吞噬，率軍討伐坐鎮迷宮深處的死靈法師，然而對手卻施放一種未曾謀面的魔法後就此消失無蹤。
天生擁有能看見死者靈魂的亞眼，並以此才能成為死靈法師，為帝國效力的不死者「屍神殿」，在珍貴的事物被摧毀後墮落成了威脅世界的災厄，尚存良知的他花費百年完成轉生秘術，並穿越到現代的日本新宿，期望取回平穩的生活。然而卻意外轉生到一名剛死亡不久的少年身上，等待他的則是有着超乎想像力量，被稱為「災厄」的「普通人類」犯罪者們......。

## 登場角色

### 主要角色
利茲（Rizu，聲：榊原優希）
本作主角，外號「屍神殿(かばねしんでん)」。天生持有「亞眼」。異世界巴亞蒂帝國的死靈法師，原帝國宮廷魔術師第四席。原本在帝國滅亡後與五名人類小孩一起生活，但他們卻被蓋爾德伍德教團全數以火刑殺害而墮落成一心復仇的怪物。在百年後因棲身的迷宮不斷擴張並威脅到世界，而被騎士夏古魯亞討伐。然而他憑著研究數百年的秘術成功轉生至現代的日本新宿，附身在剛被殺害的四乃山波爾卡身上，並在克拉莉莎的幫助下打算就此過著安穩的生活。
本名為利茲迪魯夏·雷托拉沙魯夫（Rizdilusia Redrazalf），是四乃山波爾卡同母異父的哥哥，繼承了「精靈眼」的雷托拉沙魯夫的血脈。被西維爾稱為「弒君者」。只有利茲的同伴和少數人知曉其真實身分，其餘人均將他當成四乃山波爾卡。
四乃山波爾卡（Shinoyama Polka，聲：榊原優希）
16歲的瘦弱白髮少年，四乃山呂算與繼室卡農的兒子（呂算的次子）。初登場時就遭美咲割喉而死，被剛好施展了轉生法術的屍神殿佔用身體，而還未消散的靈魂則先後被屍神殿暫存於無人機和鯊魚玩偶。旁人為了與屍神殿分清楚，通常會稱呼他「真波爾卡」。個性十分濫好人，並不怨恨殺死他的美咲。實際上是屍神殿同母異父的弟弟，與哥哥一樣天生持有「精靈眼」，能看到精靈、靈魂等非人生物。
崎宮美咲（Sakimiya Misaki，聲：水瀨祈）
本作女主角。有「殺手獵人」之稱。原本是大型企業「崎宮鋼鐵」社長的千金，因此十分擅長上流社會的社交禮儀，在父母被闖入家中的強盜殺害後公司倒閉，本人流落到孤兒院。之後被倉木莉莎收養並被培訓為殺手，成為殺手後把殺害雙親的兇手殺死。完成復仇後為了確認自己是不是真的冷血無情，而接下殺害四乃山波爾卡的工作，雖然成功，卻被藉著波爾卡身體轉世成功的屍神殿殺死，並被他復活成為喪屍，之後透過寶石的原石進化成為吸血鬼幼體。
繰屋匠（Kuruya Takumi，聲：內田雄馬）
倉木莉莎麾下的天才駭客。14歲時建立一所軟體公司卻被大人們奪走，家人被逼自殺，自此患上了現實恐懼症。之後流落到以冰黑為首的愚連隊「三途川的餓鬼們」，在「三途川的餓鬼們」被荒瀨摧毀後，被克拉莉莎收留。與美咲合作接下了暗殺波爾卡的工作而捲入了屍神殿的轉世之事中，事後被克拉莉莎安排和屍神殿、美咲同在大樓內，替他平日占卜師的工作的提供情報支援。
細呂木雅（Hosoroki Miyabi，聲：七海弘希）
前警視廳的監察官。五年前由於追查賽巴拉蒙多的產物而被幅木的部下殺害。過去曾救出被綁架的倉木莉莎，因此被對方視作意中人。因屍神殿的能力而附身在簽字筆內。
四乃山小夜（Shinoyama Sayo，聲：大地葉）
呂算的次孫女，岳的次女，尊、涼火的妹妹，華月、紫月的姐姐。20歲。是一名尼特族。本人自稱為「自宅警備員」。與叔父波爾卡關係良好。喜歡鯊魚，一旦談論到有關鯊魚的話題時說話會變得滔滔不絕。擅長機器，曾接受委託製作機器鯊魚；同時也擅長推理，能從零碎的線索中推論出正確的答案。此外也擅長經營，透過開發新藥物、投資與鯊魚相關公司股票等項目賺取了鉅額資金。在假赴火之蟲事件後，因房間被燒毀，在呂算的安排下與小幽一同搬到屍神殿所在的大樓居住。即使面對阿牙倉萬姬理的威嚇也毫無懼色。
雷小幽（Xiaoyu Lei，聲：福圓美里）
直屬於呂算的雷家成員。19歲。是名身材嬌小，容貌看起來比實際年齡小很多的清秀男性。興趣是玩TRPG。曾在工作中不聽勸告襲擊阿牙倉萬姬理反被對方奪去四肢，被父親放棄，差點淪為飼養蠱蟲的庭壺時，被呂算以買賣的名義收留。現奉呂算的命令保護借住在屍神殿所在大樓的孫女小夜。在再度遭遇萬姬理而敗退後，與屍神殿達成協議共同合作，並獲得屍神殿贈予的傀雷龍的手臂(右臂)強化了戰鬥力。
在第119話阿牙倉萬姬理揭露自身過去時，與被她所殺的第三王子長得非常像。
美娜
冰黑飼養在可惜夜醫院廢墟的狼人之一，米洛克的妹妹。編號為37號。為狼人返祖血脈「天狼貴人」。兄妹的姓名由卡達西羅命名。在可惜夜醫院廢墟倒塌後搬到屍神殿所在的大樓居住。

### 警方
岩野目椿（Iwanome Tsubaki，聲：江口拓也）
新宿警察署第三資料編纂係係長（警部補），對於追查「災厄」十分執著的警察。經常出入新宿各處秘密搜查而打扮類似牛郎的樣子，新人時期的一頭黑髮也為此染成金色。所有災厄的代號全是由他負責取名，但由於命名品味尷尬而同時被同事和雪天鴉吐槽。與細呂木雅相識。
荒瀨耿三郎（Arase Kouzaburou，聲：岡本信彥）
隸屬第三資料編纂係的警察，黑髮褐色皮膚，看似平凡的青年男子。性格十分凶暴，背部刺有老虎紋身。曾隻身毀滅以冰黑為首的愚連隊「三途川的餓鬼們」。認識「鱷魚姊妹」，對姊妹中的妹妹抱有歉意，認為自己沒有資格稱呼對方的名字。
八津蘭丸（聲：吉野裕行）
隸屬第三資料編纂係的警察，曾在新宿警署擒拿術大會拿下第一名。
戶澤彈正（聲：宇垣秀成）
新宿警察署第三資料編纂係係長輔佐。由於倉木路易斯曾替自己支付妻子的手術費而欠下了對方的恩情，因此與倉木路易斯的孫女倉木莉莎有聯繫。
萱草（聲：吉岡茉祐）
隸屬第三資料編纂係的警察。
合川咲姬（Aikawa Saki，聲：白石晴香）
隸屬新宿警察署鑑識課的警察，本身不是三纂的成員，但因為和岩野目熟識而經常與他們出入。
鷹巢次郎太郎（Takanosu Jirotarou，聲：稻田徹）
日本警視廳警視總監，拄著拐杖的光頭長者。相當在意自己的名字是否被念對。
山田文代（聲：小林沙苗）
於新宿警察署任職25年的老職員。

### 仲介屋

#### 新宿/夭桃狐狼
倉木莉莎（Kuraki Lisa，聲：種崎敦美）
新宿殺手仲介商兼酒吧夭桃狐狼的店長，常被熟人簡稱「克拉莉莎」(クラリサ，Kuralisa)，外表是一名留有金黃色頭髮，配戴單邊眼鏡的女性，個性精明、重視金錢。地產大王倉木路易斯的孫女，父母在多年前失蹤，在祖父死後接任其新宿殺手仲介商的地位。
原本接受某人殺害波爾卡的委託，但經歷過美咲被附身於波爾卡屍體上的屍神殿反殺一事後，轉而與屍神殿合作，事後以委託人「提供不實情報」為由拒絕與他往來。高中時曾被某人綁架，左眼也因此受傷造成視力永久性衰退，後被細呂木雅救出。兩人之後也有過一段感情，但對方最終卻被殺害並陳屍於自己名下的拷問大樓，為避免被嫁禍遂忍痛將愛人屍體銷毀。其後得知幅木就是真兇時便聘請幌島姊弟射殺對方報仇。
阿字城飯綱（Ajishiro Izuna，聲：大久保瑠美）
夭桃狐狼的店員，克拉莉莎的左右護衛之一，經常待在克拉莉莎身旁，亦是克拉莉莎的性伴侶。在遇上要戰鬥的場合，馬上就會變成一臉嚴肅謹慎的表情，武器為日本刀。
一之瀬古瑠斗（Ichinose Koruto，聲：長谷川育美）
夭桃狐狼的店員，克拉莉莎的左右護衛之一，經常待在克拉莉莎身旁，亦是克拉莉莎的性伴侶。不管身在什麼場合，總是面帶微笑的表情，武器為槍械。
死爪佐谷（Deathclaw Sagaya，聲：妮可萊·法拉納茲）
夭桃狐狼的保鑣兼地下摔角選手。身材壯碩，被惹惱時習慣單手抓頭使對方騰空。
卡露拉·胡安（Carla Juan，聲：大西沙織）
夭桃狐狼的保鑣，擅長的武術是功夫。外表是一名留有金色頭髮、皮膚黝黑的拉丁系女性。工作時身穿西裝。
幌島輪迴（Horojima Rinne，聲：高田憂希）
澀谷知名的殺手，幌島緋色的姐姐。出身於殺手組織「工房」。身材矮小。擅長使用狙擊步槍。她脫下面具說話時，總是會讓周圍的人有著「好可愛」的感想。在涉谷接受幅木透過冰黑射殺雪天鴉的暗殺委託失敗後，與弟弟緋色前往新宿。後接受克拉莉莎的委託以狙擊步槍射殺幅木。
幌島緋色（Horojima Hiiro，聲：岩中睦樹）
澀谷知名的殺手，幌島輪迴的弟弟。出身於殺手組織「工房」，是姊姊工作時的觀察手。在涉谷接受幅木透過冰黑射殺雪天鴉的暗殺委託失敗後，與姐姐輪迴前往新宿。
裏井（Urai，聲：興津和幸）
夭桃狐狼的調酒師。長得不起眼，連常去店裡的美咲也不記得他的長相，知道屍神殿是死靈術士的事。
西田（Nishida，聲：土田玲央）
夭桃狐狼的調酒師，幅木為陷害克拉莉莎，雇用冰黑和阿牙倉百矢，被阿牙倉百矢斷首殺害，屍體被扔在克拉莉莎所屬的大樓地下室，但被屍神殿及時發現，而在警察來搜索前就移走。死後成為了裏井的背後靈。
淺浦風美
克拉莉莎的部下，外表是一名配戴防毒面具的女性。災厄「誕毒犯」的弟子。平常也會擔任醫療工作，治療鎗傷、刀傷……等，那些被會引來警察盤問的傷口。實際上用毒才是她的專長，被安藤瑠士亞評價為「新宿最強戰力」。
倉木路易斯（Kuraki Luis）
倉木莉莎已故的祖父，前任的新宿殺手仲介商。表面身份是大型地產商，有「地產大王」之稱。

#### 六本木
安藤瑠士亞（Andou Rushia）
六本木殺手仲介商兼違法地下賭場經營者，常被熟人簡稱「安德露西亞」。討厭別人稱呼女性為母狗。擁有快速拔槍殺人的技術。
姆奇奈
出身於殺手組織「工房」的少年，幌島姊弟的後輩。擅長使用狙擊步槍。曾接受瑠士亞的委託試探屍神殿。
莎莉
出身於殺手組織「工房」的少女，幌島姊弟的後輩。是姆奇奈工作時的觀察手。曾接受瑠士亞的委託試探屍神殿。

#### 澀谷
冰黑久遠（Higuro Kuon，聲：細谷佳正）
前愚連隊「三途川的餓鬼們」的首領，組織被荒瀨隻身毀滅後，成為了澀谷地下世界的中介人。個性自私自利、殘忍狡猾，視人命如草芥，危難時會毫不猶豫犧牲同伴，因此受到同為中介人的卡達西羅和阿牙倉夢路的厭惡。十分懼怕摧毀了其愚連隊的荒瀨。把「可惜夜醫院」的廢墟作為屍體的棄置場，屍體則作為棲身於廢墟中的一眾狼人的飼料。與「賽巴拉蒙多的產物」為合作關係。在阿牙倉百矢戰敗後主動聯絡身為合作者的幅木，剛好被雪天鴉引導的岩野目與荒瀨聽到而導致幅木的真正身份曝光，逃亡時被「赴火之蟲」捕獲。為了換取自由而被「赴火之蟲」附身，出國前往「賽巴拉蒙多的產物」在歐洲的總部。

#### 池袋
喬亞奇諾·索爾達迪（Gioacchino Soldati）
池袋殺手仲介商兼餐廳經營者。外表是一名配戴眼鏡、臉上有三道傷痕、身穿西裝的男性。實際上是菲斯特蘭斯集團總裁千金夏露蘿的部下。

#### 秋葉原
卡達西羅（Katashiro）
秋葉原殺手仲介商兼遊戲廳經營者，稱號為「秋葉原的魔人」。外表是一名穿上白色連帽外套、以印有「遊戲三昧」的布及面具蒙面的男性。作為一名遊戲玩家聞名於世，連匠也知其存在，被以冰黑久遠為首的愚連隊「三途川的餓鬼們」視作禁忌。個性溫柔、會為他人著想、有些消極。內心戲很多，但表現出的言行卻與實際性格相反。自稱愛好和平，卻擁有以赤手空拳打倒多名手持武器的襲擊者的實力。認真戰鬥時會以骰子作武器，不但能準確射中對方，並且能操作所擲出的點數。對麾下的殺手採取放任態度。與「雜貨殿」是好友，曾與他一同把秋葉原的前任殺手仲介商拉下台並取而代之。

### 四乃山家族
四乃山呂算（Shinoyama Rozan，聲：山路和弘）
四乃山家的當家，波爾卡和岳的父親，尊、涼火、小夜、華月、紫月的祖父，79歲。十分疼愛波爾卡。已經把實務交由長子岳打理。在國外旅行時遇見身受重傷的卡農，其後與對方結婚。後來從屍神殿口中得知卡農的過去，並對屍神殿是波爾卡同母異父的哥哥一事感到驚訝。
四乃山卡農（Shinoyama Kanon）
呂算的繼室，屍神殿與波爾卡的母親。已故。真名為卡農穆榭林·雷托拉沙魯夫（Canomuchelin Redrazalf），是持有「亞眼」的雷托拉沙魯夫家族的成員。與兩名兒子﹙屍神殿、屍神殿同父同母的弟弟﹚、女兒分別被前夫販賣後，不明原因下轉移到地球，在逃離賽巴拉蒙多的產物的追捕身受重傷時遇上正在出國旅遊的呂算，並失去了以前的記憶，與喪偶多年的呂算結婚並誕下波爾卡。最終在波爾卡年幼時去世。
四乃山岳（Shinyama Gaku）
呂算與已故的元配所生的長子，波爾卡同父異母的哥哥，尊、涼火、小夜、華月、紫月的父親。外表是一留有淺色短髮的中年男性。現時已從父親呂算手中接管四乃山集團。在漫畫138集中正式出場。
四乃山尊（Shinoyama Takeru，聲：小西克幸）
呂算的長孫，岳的長子，涼火、小夜、華月、紫月的哥哥，26歲。被譽為四乃山家族中最可怕的人。其咄咄逼人的壓逼感被屍神殿評價與巴亞蒂帝國的宰相露芙相似。表面身份是四乃山警備的董事長，實際上是四乃山的暗部「龍宮機關」的首領，以「不干預其本業工作」的約定雇用「旅鼠軍團」。個性冷酷卻十分疼愛弟妹，得知妹妹涼火真正的死因後，命令部下把主謀拷問至死。與崎宮美咲的父母相熟，曾經受過對方的照顧。
四乃山希吏（Shinoyama Kiri，聲：花澤香菜）
尊的妻子，24歲。與尊是政治婚姻下的夫妻。娘家是與四乃山家同等規模的財閥。
四乃山涼火（Shinoyama Suzuka，聲：原紗友里）
呂算的長孫女，岳的長女，尊的妹妹，小夜、華月、紫月的姐姐，已故。過去因無意間聽到親戚五郎的陰謀而被假赴火之蟲殺害，死後失去了理性成為了華月與紫月的背後靈。在假赴火之蟲被屍神殿與美咲擊敗後回復理性，繼續守護自己的弟妹。
四乃山華月（Shinoyama Katsuki，聲：芹澤優）
呂算的三孫女，岳的三女，尊、涼火、小夜的妹妹。與紫月是雙胞胎姐弟。
四乃山紫月（Shinoyama Shitsuki，聲：市川蒼）
呂算的次孫，岳的次子，尊、涼火、小夜的弟弟。與華月是雙胞胎姐弟。
四乃山五郎（Shinoyama Gorou，聲：岩崎征實）
入贅四乃山家的女婿，是呂算侄女的丈夫，52歲。利用假赴火之蟲害死涼火的元兇，陰謀想害死紫月、華月雙胞胎姐弟。後計劃失敗，被「龍宮機關」所抓獲並被拷問至死。

### 龍宮機關
「旅鼠軍團」根津（Lemmings/Nezu，聲：蒼井翔太）
三纂追捕的災厄之一，為一名穿著連帽外套，全身綁著繃帶的神秘人，平時總是一語不發，說話時的聲音很小聲，必須靠近耳朵才能聽到。「黑雷」嚴令不能出手的三人其中之一。具有極端誇張的潛行與戰鬥能力，曾單槍匹馬對抗30人的黑幫成員，被敵人機槍掃射下仍然扭斷他們全員的脖子，甚至光天化日進入警局偷看資料而無人發覺。警方認為他是任何工作都接的萬事屋，實際上是四乃山尊麾下「龍宮機關」的成員，在「龍宮機關」建立前已經是四乃山尊的部下。目前受他的命令監視波爾卡。據阿牙倉萬姬理所言，他是以人類之軀到達災厄領域的存在。在新宿與幅木索亞拉交戰。在四乃山尊這邊的暗部工作，只是他的「副業」，他在表面世界還有著「本業」工作，並與尊訂下了「不能干涉自己的本業工作」的約定。喜歡的食物是費南雪。
蓬（Yomog，聲：弘松芹香）
「龍宮機關」的成員，在「龍宮機關」建立前已經是四乃山尊的部下。表面身份是四乃山尊的秘書。擅長拷問。
太貝（聲：江頭宏哉）
「龍宮機關」的成員，前「黑雷」的成員。喜歡與強者戰鬥，被燕美形容其理性在野獸之下。曾經因侮辱小幽而被燕美盜走了所有銀行存款。
雷燕美（聲：相川奈都姬）
「龍宮機關」的成員，前「黑雷」的成員。代號為「暴」﹙バオ﹚，也是小幽的姐姐。十分疼愛弟弟小幽，絕不容許他人說小幽的壞話。曾經把侮辱小幽的太貝的所有銀行存款全數轉賬到小幽的銀行戶口。十分痛恨奪去小幽四肢的阿牙倉萬姬理。目前與阿牙倉萬姬理達成共識並休戰中。
路修
「龍宮機關」的成員，真名不詳。極度厭惡冰黑久遠。
玉手空蓮
「龍宮機關」的成員。外表是一名身穿女性西裝，背上有六隻機關手臂的女性。

### 阿牙倉家族
阿牙倉萬姬理（Agakura Majiri，聲：赤崎千夏）
阿牙倉家族之首，同時也是實力最強的一員，擁有在山脈開洞與徒手舉起城堡的力量。「黑雷」嚴令不能出手的三人其中之一。曾奪去小幽的四肢。真名為莉蒂·瑪拉庫卡（Riddhe Malacougar），稱號為「神性返祖」、「蝙蝠」，並非人類而是吸血鬼種族的超越者，與伊斯莉絲互相認識。出身於吸血鬼王國中負責掌管暗部的上流貴族瑪拉庫卡家族。因為過於強大的力量導致姐姐西爾卡被壓迫誣陷﹙真相是吸血鬼王國派遣作為棄子的第三王子企圖刺殺西爾卡卻反被萬姬理所殺﹚，為替姐姐伸冤隻身毀滅了吸血鬼王國。由於過去的經歷對家人十分執着。在一百年前拯救了幾乎被「賽巴拉蒙多的產物」燒死的灰河原三津和戶里竹治郎﹙「赴火之蟲」的本體﹚。
在第119話揭露自身過去後，對成員們介紹新加入的成員 - 美咲，並與她達成條件，稱其為“表妹”，被夢路狠狠吐槽“太自由了吧！”。
阿牙倉百矢（Agakura Momoya，聲：八代拓）
阿牙倉家族成員，身材高大的男性，實力在阿牙倉家族中排行倒數第七。武器是可折疊的長刀。曾經在冰黑的委託雇傭下擔任其護衛與殺手，殺害了夭桃狐狼的酒保西田，還替冰黑綁架了匠。但在與小幽、美咲的交戰中被後者的吸血鬼蝙蝠化戰術所迷惑而遭小幽重傷敗北，在萬姬理帶著夏南、塔莉亞趕到後才撿回一命。
阿牙倉夏南（Agakura Kana，聲：高木美佑）
阿牙倉家族成員，外表是身穿連帽外套，配戴圓框眼鏡的女性。武器是金屬線。與其他阿牙倉家族成員猜萬姬理真正身份的賭局中是唯一一名猜中萬姬理是吸血鬼的人。
阿牙倉塔莉亞（Agakura Dahlia，聲：松本沙羅）
阿牙倉家族成員，外表是背後紮了麻花辮的女性。武器是金屬製的高跟鞋。
阿牙倉夢路（Agakura Yumeji）
阿牙倉家族成員。在冰黑被赴火之蟲附身並離開日本後，成為澀谷地下世界的中介人。現在是一名高中生。與真波爾卡是兒時玩伴。
由於親生父親信仰新興宗教，因此在小學時期成為校園霸凌的受害者，在公園獨自哭泣時被真波爾卡安慰，自此二人成為了好友。之後多次在四乃山家作客，而與小夜十分熟絡。
由於兒時的經歷，因此渴求過上普通的生活，但都無法如願。擁有驚人的力量與速度，其身上的衣服與隨身攜帶的側背包都是為了能承受他的力量和速度的特製品。

### 工房
密涅瓦（Minerva）
殺手組織「工房」的首領。外表是一名身穿喪服、以黑紗蒙面的女性。曾與冰黑久遠合作。稱呼已畢業的學員為「梟」。被幌島姊弟形容「絕不能與她扯上關係」。

### 災厄
泛指「作為人類，不依靠魔法做出超越人類範疇事情的人」。
「怪人雪天鴉」雪車村天鵶（Solitaire/Solimura Tena，聲：高橋廣樹）
原本被三纂逮捕入獄的災厄之一，在假「赴火之蟲」事件後逃獄，現在被三纂追捕中。本身是一名魔術師，精通魔術，且手法及行動力超乎常人。與其他災厄不同，從沒有殺過人。曾經在眾目睽睽之下綁架首相以及所有在野黨的黨魁。精於易容。十分熱衷於探究超常的事物，製造的騷動全是為了向真正的超自然存在傳遞訊息。被屍神殿形容其性格與自己的師父伊斯莉絲十分相似。其背後靈是一個坐著輪椅，頭上紮了一雙麻花辮的女性。
家境富裕，擁有自己的私人飛機、遊艇、礦山。
其外號「Solitaire」名字來源為電腦遊戲「接龍」。
「赴火之蟲」（Fire-Breathing Bug，聲：利根健太朗、米澤圓、松山鷹志、松田颯水、上西哲平、長岡龍步、藤井隼、高木美佑、田所陽向、中井美琴、内野孝聰、浜田洋平、堀總士郎、神尾晉一郎）
三纂追捕的災厄之一。擁有將民謠作為載體，並透過催眠術的方式把自身的意志植入人心的能力。本體是一百年前“賽巴拉蒙多的產物”實驗體中的倖存者灰河原三津與戶里竹治郎，其實驗的內容是將特殊的聲音與聲波組合，並將壓縮的情報植入人腦，但實驗結果並不理想，隨即直接放棄實驗，將整個實驗場所及被當作實驗品的孩子全部燒毀，幾乎被燒死時被萬姬理所救，因此對“賽巴拉蒙多的產物”懷有極大的恨意。現存於世上的「赴火之蟲」其本體已經死亡，只剩下被植入的虛擬人格，為了徹底消滅“賽巴拉蒙多的產物”而附身於冰黑身上。
「雜貨殿」（The Grocer，聲：島崎信長）
被三纂逮捕入獄的災厄之一。異世界人的後代。早在一百年前就被記述於警視廳的資料中，被岩野目逮捕的「雜貨殿」自稱為第五代。會根據交易對象一生中能賺的錢來釐定貨品的價格，號稱「除了自己的心以外」的其他事物均能買賣。由於他所掌握的商業力量能與國家匹敵，而被警視總監鷹巢給予在監獄中設立店鋪的特權，甚至連鷹巢本人也成為他的常客之一。
卡達西羅的好友和過去的左右手，昔日的代號為「天瀨」。曾與卡達西羅把秋葉原的前任殺手仲介商拉下馬，並把卡達西羅推上秋葉原殺手仲介商的位置。
第138話中因四乃山岳的保釋下出獄。
「鱷魚姊妹」
被三纂逮捕入獄的災厄之一，原本是兩姐妹，但姐姐已逝世，妹妹的真面目是一名留有黑色長髮的少女。漫畫中每次被提及時，都會顯示被啃咬地亂七八糟的牢房畫面，可知她的精神狀況非常混亂。第26話中雪天鴉為了與雜貨殿交談而刻意打開她的牢房拖住警察。
第138話中因四乃山岳的保釋下出獄。
「死神」
被三纂追捕的災厄之一。真面目至今不明。少數在黑暗中看見屍神殿與旅鼠軍團全部戰鬥過程的人。
在動畫版中戲份被刪除，至今仍沒出場。
「誕毒犯」
災厄之一。淺浦風美的師傅。已故。在動畫中是一名配戴防毒面具的老年男性。
「散髪官」
災厄之一。已故。
「謎語人」（Riddle Roddle）
被三纂逮捕入獄的災厄之一。在動畫中是一名配戴詭異微笑面具的女性。
「捐獻者」
災厄之一。已故。在動畫中是一名配戴眼鏡的女性。

### 賽巴拉蒙多的產物
維·A·賽巴拉蒙多（Civil A. Sabaramond，聲：村瀨步）
“賽巴拉蒙多的產物”名義上的首領，同時也是「亞里烏斯派」的領袖。真正身份是亞里烏斯·賽巴拉蒙多的第10號分身﹙魔造魂器﹚，也是唯一沒有與亞里烏斯共享記憶的分身。擁有驚人的魔法天賦。在100年前被第7號分身傳送到地球。在新宿被屍神殿召喚的弗拉姆羅迪亞擊敗。戰後被屍神殿修復身體，更被對方評價為「不適合扮演壞人」，其後與露露和索亞拉一同入住屍神殿所在的大樓。
露露（Lulu，聲：岡咲美保）
「亞里烏斯派」的成員。帝國的宰相露芙·維爾萊茲的後代，繼承了露芙持有的高等岩石精靈。戰後與西維爾和索亞拉一同入住屍神殿所在的大樓。
「荒吐」幅木索亞拉（Habaki Soara，聲：布萊德庫特·莎拉·惠美）
「亞里烏斯派」的成員。幅木的私生女，被父親出賣成為了人體實驗的實驗品。對出賣自己的父親懷有極大的恨意。體內有移植雙頭虎的魔石、心臟、神經、部分骨髓。在新宿與小幽和旅鼠軍團交戰，由於其行動模式與屍神殿的雙頭虎如出一轍，而被熟悉其動作的小幽擊敗。戰後與西維爾和露露一同入住屍神殿所在的大樓。
幅木秀秋（Habaki，聲：上田燿司）
新宿警察署警視正。真實身份是“賽巴拉蒙多的產物”「長老派」的成員。個性自私自利，為求在組織高升不擇手段，甚至把自己的私生女幅木索亞拉出賣給組織作為實驗材料，五年前得知細呂木在追查組織後，派部下秘密殺害企圖並嫁禍給克拉莉莎，卻因為克拉莉莎把細呂木的屍體處理掉而嫁禍失敗。
真正身份被岩野目識破後逃亡，途中卻被西維爾通知自己已被捨棄，更慘遭成為西維爾親信的索亞拉折磨，之後被幌島輪迴以狙擊步槍射殺。死後靈魂被屍神殿再度召喚，但因出賣女兒的所作所為令屍神殿想起父親，而被之後現身的皇帝-弗拉姆羅迪亞的靈魂以齒輪輾碎。

### 巴亞蒂帝國
弗拉姆羅迪亞·巴亞蒂萊茲（Framrodia Byandiraz，聲：田村睦心）
帝國的皇帝、屍神殿的摯友，已故。認為皇帝的工作是為臣子背負罪孽。私下將出賣並殺害摯友屍神殿的兇手—屍神殿的父親（聲：加藤將之﹚殺死。後因被艾露西亞在過去埋下的手段給控制的屍神殿所殺害。在新宿應屍神殿的召喚與其他已故的帝國要員一同支援屍神殿。
亞里烏斯·賽巴拉蒙多（Arius Sabaramond，聲：村瀨步）
帝國首席宮廷魔術師，稱號為「不知火天樓」。外表是一名相貌俊美的年輕男性。擁有掠奪精靈之力的能力。據屍神殿所言是一個不會推卸責任的人。擁有除西維爾以外十四個共享記憶的分身。
伊斯莉絲·索多弗雷爾（Easlies Swordfrail，聲：豐口惠）
帝國宮廷魔術師第二席，稱號為「放浪棧敷」。既是死靈術士，也是宮廷魔術師中實力最強的一員﹙由於首席宮廷魔術師需要參與社交應酬，因而拒絕成為首席﹚。外表是一名配戴牛骨面具，衣著暴露的女性。教導屍神殿死靈術的師傅。除了死靈術外，還精通劍術、槍術、基普洛特術（以車輪和鎖鏈作武器的武術）。曾獨自殺死「傀雷龍」烏爾德維西亞。與阿牙倉萬姬理互相認識。
修拉·佐佐爾佐·克蘭普蘭夫·蘭普頓（Shula Zoozolozo Cramplamp Lampton，聲：松岡禎丞）
帝國宮廷魔術師第三席，稱號為「虛銃座」。實力遠在屍神殿以下的宮廷魔術師之上。十分疼愛屍神殿，並把他視作自己的弟弟。
羅梅卡·莉梅卡（Romelka Rimelka，聲：高森奈津美）
帝國宮廷魔術師第七席，稱號為「行走樹海」，御樹術士。外表是一名留有鮑勃頭，配戴眼鏡，身體與樹木融為一體的女性。在師父隱退後，成為宮廷魔術師。帝國覆滅後利用自己的魔術在帝國遺址的樹海中保護著帝國的遺民。
巴洛米（聲：小市真琴）
帝國宮廷魔術師，已故。擁有妖精巨人血統的吸血鬼。在新宿應屍神殿的召喚與其他已故的帝國要員一同支援屍神殿。
拉加貝妮亞（聲：井上麻里奈）
帝國宮廷魔術師，已故。外表是像阿剌克涅的女性。在新宿應屍神殿的召喚與其他已故的帝國要員一同支援屍神殿。
莉拉·迪艾拉·亞拉梅基亞
帝國宮廷魔術師，已故。種族為「沙塵鬼人」。外表是一名頭上長有彎曲的雙角，耳朵為獸耳的少女。能夠把太陽能轉換成魔力。好奇心旺盛。在新宿應屍神殿的召喚與其他已故的帝國要員一同支援屍神殿。在「尋找屍體」事件後對自稱為「波爾卡同伴」的卡達西羅產生了興趣，並尾隨對方到秋葉原。
露芙·維爾萊茲（Leuf Vellize，聲：本田貴子）
巴亞蒂帝國宰相，老練的精靈術士。已故。身邊總是跟著高等岩石精靈。精通精靈語，她的死亡導致精靈語失傳。在新宿應屍神殿的召喚與其他已故的帝國要員一同支援屍神殿。之後與自己的後代露露會面，並以精靈語平息高等岩石精靈的警戒。戰後負責教導露露精靈語和精靈的使用方法。
達里爾
巴亞蒂帝國帝國絢爛隊將軍。與「淫虐龍」瑪爾芬是戀人，在帝國滅亡時本人聯同其麾下部隊被瑪爾芬一併帶走。
詹格勒·迪隆里格14世
巴亞蒂帝國帝國絢爛隊查定追縛機關副長。並非人類而是一名狼人。個性嚴謹，決不容許任何貪污瀆職的行為。擁有分辨別人感情的能力。

### 蓋爾德伍德教團
艾露西亞·賽巴拉蒙多（聲：坂本真綾）
帝國首席宮廷魔術師亞里烏斯的妹妹。蓋爾德伍德教團第23代聖女，同時也是教團的真正支配者。個性瘋狂邪惡。造成屍神殿人生中大多數悲劇的始作俑者，也是操控屍神殿殺害巴亞蒂帝國皇帝弗拉姆羅迪亞、毀滅帝國、在帝國首都製造巨大坑洞、指使教團殺害屍神殿養育的孤兒們、派遣夏古魯亞討伐屍神殿的元兇。實際上是死靈術士，以死靈術操控了教團的高層以及大多數歷代聖女﹙在其他141名聖女中，除了已故的前22代聖女以及包括帕妮在內的21名後任聖女外，其餘98名聖女均被艾露西亞以死靈術操控﹚。被伊斯莉絲評價為「內在徹底腐爛的聖女」。
夏古魯亞·艾迪斯·路古利特（Shagrua Edith Lugrid，聲：草尾毅（成年時期）、天海由梨奈（童年時期））
擁有「災厄殲滅者」稱號的蓋爾德伍德教團騎士，與屍神殿一樣生來擁有「亞眼」。幼時因村民迷信被出賣給山賊，但願意接納亞眼持有者的教團救下了他，並將他培養成為教團的聖兵。
故事開始時率軍討伐被教團認定為正在危害世界的屍神殿，殊不知纏繞自身的眾多死靈正好滿足了對方發動轉生術的條件。
在屍神殿消失後，夏古魯亞翻找迷宮的書庫，意外地從育兒日記發現他人性的一面。數年後又從屍神殿的書籍中，查出無數教團貪腐醜聞而信仰破滅，便放出自己被屍神殿的靈魂取代、肉體被奪走的謠言，藉此脫離教會前往巴亞蒂帝國遺跡展開新的人生。
蕾克莉亞·羅菲拉爾德（Recuria Lofilardo，聲：柚木涼香）
輔佐夏古魯亞，一同經歷無數戰鬥的女神官。夏古魯亞脫離教會前對她透露自己已經無法信任教團。
如今被蓋爾德伍德教團追殺中。

### 其他角色
八津胡蝶（Yatsu Kochou，聲：佐倉綾音）
八津蘭丸的妹妹，暢銷刊物「週刊Drei」的新聞記者，筆名為胡蝶·艾特帕特。
編輯長（聲：西村知道）
暢銷刊物「週刊Drei」的編輯長，八津胡蝶的上司。曾經負責撰寫倉木莉莎綁架案的報導。同時也是一名好上司，曾叮囑胡蝶不要為了報導而以身犯險。
西爾卡·瑪拉庫卡（Silk Malacougar）
出身於吸血鬼王國中負責掌管暗部的上流貴族瑪拉庫卡家族，副業是暗殺者的陰鬱吸血鬼貴族，別號「紅雪」，萬姬理的姐姐。吸血鬼的真祖。被吸血鬼王國誣陷殺害了吸血鬼王國的第三王子﹙真相是吸血鬼王國派遣作為棄子的第三王子企圖刺殺西爾卡卻反被萬姬理所殺﹚，此事最終成為了萬姬理毀滅吸血鬼王國的導火線。
接下了殺死叛變的夏古魯亞的委託，作為報酬從蓋爾德伍德教團得知妹妹在100年前穿越到了地球。
西明寺水琴（Saimyouji Mikoto，聲：田丸篤志）
法醫。喜歡探索超自然事物。
假「赴火之蟲」（聲：樫井笙人、加藤將之（執事偽裝）、奧野香耶（女僕偽裝））
「赴火之蟲」的模仿犯。與不濫殺無辜的「赴火之蟲」不同，喜歡用火燒死小孩。酌澤大樓無牌托兒所縱火案的真正犯人。過去曾燒死無意間聽見自己與波爾卡親戚五郎密謀的涼火，之後再接受共犯燒死華月和紫月的委託，卻被美咲阻撓而失敗。其後把四乃山家的女僕殺害後撕下其臉皮易容，卻被屍神殿識破，隨後被旅鼠軍團擊敗而被捕，其用作易容的臉皮也被女僕的靈魂奪回。最後在警車中被真正的「赴火之蟲」燒死。
小白
波爾卡所飼養的白化鱷魚，全長超過2米。能理解人話。
瑪爾芬
稱號為「淫虐龍」，曾化身為俊男美女欺騙王族，後來卻真心愛上了巴亞蒂帝國帝國絢爛隊的將軍達里爾，在帝國滅亡時把達里爾聯同其部隊一併帶走。
烏爾德維西亞（聲：伊瀨茉莉也）
稱號為「傀雷龍」。能力是操控電流，小至生物體內的脈衝電流訊號，大至閃電也能操控自如；能接二連三地製造颱風，無限制發射經過電磁加速的鐵石。過去曾使異世界滿佈雷電的龍，後被伊斯莉絲所殺。死後以「買回自己遺體」為條件與伊斯莉絲訂立契約。
帕妮·古爾德瑪格（Pani Guldmarg）
屍神殿所列舉的異世界災厄之一，根據地是浮遊工房。外表是一名配戴眼鏡，耳朵尖長的女性。瘋狂的鍊金術士，會把各種產物從浮遊工房丟到地上，因此引發了無數災難，無限增殖的隱形人造人「梅迪昂」的製造者。前蓋伍德教團第83代聖女，後來察覺到艾露西亞邪惡的本性而脫離教團成為鍊金術士。
在漫畫121集中正式出場。
神薙涼馬（Kannagi Ryouma，聲：蒼井翔太）
日本知名的偶像藝人。因相貌俊美而深受年輕女性歡迎。曾出演過有關鯊魚電影。
皮拉維佐
稱號為「廢毒龍」，屍神殿所列舉的異世界災厄之一。由於曾殺死了尼恩伊爾德王國國王而被稱為「先帝殺手」。擁有輕易殺死體型比自身龐大數倍的龍帝蟲的強大實力。
奧盧多姆
稱號為「破空龍」，屍神殿所列舉的異世界災厄之一。擁有穿越多個世界的能力。他所留下的其中一塊鱗片被「賽巴拉蒙多的產物」的「長老派」所拾獲，當作開啟來往地球和異世界通道的鑰匙。
夏露蘿．菲斯特蘭斯
大型跨國企業菲斯特蘭斯集團總裁的千金，同時也是日本分部的支部長，喬亞奇諾的上司。

## 世界觀

### 新宿
第三資料編纂係
隸屬警察廳新宿署生活安全課，簡稱「三纂」。負責處理即使公布也無人相信的超自然案件。由三纂負責處理的犯罪者都擁有奇怪的力量，或是神秘的勢力背景而被稱為「災厄」，並且大部分不是已死就是被其逮捕。
賽巴拉蒙多的產物
暗中於日本活動的神秘組織，其標誌為帝國國徽的極簡化版，部分成員繼承了帝國宮廷魔法師的技術。新宿警察曾於5年前找到它活動的蛛絲馬跡，但在檢察官細呂木被組織秘密殺害後，除了標誌以外的線索完全中斷。過去為了逃避「赴火之蟲」的追殺而把總部從日本遷至東歐，導致現今分成多個派系互相內鬥。在眾多派系中主要被歸類為奉西維爾為首的「阿里烏斯派」、包括幅木在內遵從長老們指示做盡壞事的「長老派」、主張徹底融入地球的「穩建派」三派。
龍宮機關
四乃山家的暗部，命名者為四乃山岳。實際上沒有正式名稱，首領為四乃山尊，成員大多是由四乃山尊從各部門挖角而來。專門負責家族中不見得光的骯髒工作。

### 異世界
巴亞蒂帝國
以巴亞蒂半島為核心區域建立的國家，魔法研究相關技術極為興盛。一百多年前覆滅，原因至今沒有完全明瞭，只知道當時首都出現巨大空穴而使軍隊全滅，併吞的公國趁機全數獨立。現今大部分領土已經是魔獸與亡靈橫行的死地。倖存的人民則逃往森林中受到宮廷魔法師羅梅卡的庇護。活躍於日本的神秘組織「賽巴拉蒙多的產物」似乎與帝國有關。
蓋爾德伍德教團
遍及異世界全大陸的宗教團體，大本營位於尼恩伊爾德王國，也是該國的國教。幕後支配者為第23代聖女艾露西亞·賽巴拉蒙多。視亞眼持有者為祝福之子，熱衷於收留他們，但也將不受教團控制的持有者（包含其追隨者）列為討伐對象，旗下聖兵常有屠殺迫害持有者人士的罪行。
尼恩伊爾德王國
過去曾與巴亞蒂帝國敵對的國家，蓋爾德伍德教團大本營的所在地。

## 出版書籍
| 卷數 | 史克威爾艾尼克斯 | 史克威爾艾尼克斯                                        | 東立出版社    | 東立出版社             | 封面人物                 |
| 卷數 | 發售日期         | ISBN                                                    | 發售日期      | ISBN                   | 封面人物                 |
| ---- | ---------------- | ------------------------------------------------------- | ------------- | ---------------------- | ------------------------ |
| 1    | 2018年4月25日    | ISBN 978-4-7575-5700-0                                  | 2019年7月11日 | ISBN 978-957-26-3133-1 | 四乃山波爾卡（屍神殿）   |
| 2    | 2018年11月24日   | ISBN 978-4-7575-5922-6                                  | 2020年2月13日 | ISBN 978-957-26-3134-8 | 崎宮美咲                 |
| 3    | 2019年4月25日    | ISBN 978-4-7575-6103-8                                  | 2022年9月23日 | ISBN 978-957-26-3135-5 | 岩野目椿                 |
| 4    | 2019年11月25日   | ISBN 978-4-7575-6401-5                                  |               |                        | 繰屋匠                   |
| 5    | 2020年4月25日    | ISBN 978-4-7575-6623-1                                  |               |                        | 荒瀨耿三郎               |
| 6    | 2020年11月25日   | ISBN 978-4-7575-6960-7                                  |               |                        | 倉木莉莎                 |
| 7    | 2021年4月24日    | ISBN 978-4-7575-7214-0                                  |               |                        | 雷小幽                   |
| 8    | 2021年11月25日   | ISBN 978-4-7575-7595-0                                  |               |                        | 雪車村天鵶               |
| 9    | 2022年4月25日    | ISBN 978-4-7575-7891-3                                  |               |                        | 西維爾·A·賽巴拉蒙多      |
| 10   | 2022年11月25日   | ISBN 978-4-7575-8269-9                                  |               |                        | 弗拉姆羅迪亞．巴亞蒂萊茲 |
| 11   | 2023年4月25日    | ISBN 978-4-7575-8496-9 ISBN 978-4-7575-8497-6（特装版） |               |                        | 阿牙倉萬姬理             |
| 12   | 2023年11月25日   | ISBN 978-4-7575-8880-6 ISBN 978-4-7575-8881-3（特装版） |               |                        | 阿牙倉夢路               |
| 13   | 2024年4月25日    | ISBN 978-4-7575-9158-5                                  |               |                        | 卡達西羅                 |
| 14   | 2024年11月25日   | ISBN 978-4-7575-9530-9                                  |               |                        | 四乃山小夜               |
| 15   | 2025年4月24日    | ISBN 978-4-7575-9819-5                                  |               |                        | 路修                     |

## 電視動畫
- 原作：成田良悟、藤本新太
- 導演、系列構成：小野學
- 副導演：大隈孝晴
- 助理導演：北井嘉樹
- 劇本：小野學、菅原雪繪、冨田頼子
- 人物設定：阿部恆
- 怪物設定、動作效果作畫導演：橋本敬史
- 道具設定：杉村友和
- 總作畫監督：阿部恒、小林利充、清丸悟
- 色彩設計：飯島孝枝
- 美術導演：丸山由紀子
- 美術設定：友野加世子、大久保修一、乗末美穂
- 3D導演：後藤泰輔
- 攝影監督：尾形拓哉
- 編輯：廣瀬清志
- 音響監督：山口貴之
- 音樂：F.M.F（奈良悠樹、eba、轉寢歌菜）
- 音樂製作：國王唱片
- 製片人：森井佑介、坂本耕作、臼井久人、松本英晃、三浦史、小松翔太、尾形光広
- 動畫製片人：奥山真吾
- 動畫製作：GEEK TOYS
- 製作：《屍體如山的死亡遊戲》製作委員會（國王唱片、GEEK TOYS、Crunchyroll、GEEK PICTURES、movic Co.,Ltd.、史克威爾艾尼克斯、角川Media House）

### 主題曲
第1部分
片頭曲ネロ
演唱：Sou
作詞、作曲、編曲：
第1話用作片尾曲。
片尾曲アイオライト
演唱：水濑祈
作詞、作曲：志村真白，編曲：EFFY
第1話、第6話未使用。
第2部分
片頭曲スクラップアート
演唱：水瀨祈
作詞、作曲、編曲：柳館周平
片尾曲Hope
演唱：內田雄馬
作詞、作曲、編曲：橘亮祐、
第16話、第22話未使用。
插曲未体験ランデヴー（第21～22話）
演唱：神薙涼馬（蒼井翔太）
作詞：hotaru，作曲、編曲：奈良悠樹

### 各話列表
| 話數 | 日文標題 | 中文標題                     | 劇本     | 分鏡                           | 演出                    | 作畫監督 | 总作画监督 | 首播日期       |
| ---- | -------- | ---------------------------- | -------- | ------------------------------ | ----------------------- | --- | ---------- | -------------- |
| 1    |          | The Reincarnation－转生－    | 小野学   | 小野学                         | 北井嘉树                | 镰田均、野崎丽子 | 阿部恒     | 2023年 4月10日 |
| 2    |          | The New World－异世界－      | 小野学   | 大隈孝晴                       | 黑濑大辅                | 高濑沙耶香、须永正博、 佐藤结花 | 小林利充   | 4月17日        |
| 3    |          | The Necromancer－死灵术士－  | 富田赖子 | 八谷贤一                       | 八谷贤一                | 林奈央、海野爱惠、 南伸一郎 | 清丸悟     | 4月24日        |
| 4    |          | The Mad Dog－狂犬－          | 富田赖子 | 北井嘉树                       | 中泽勇一                | 中泽勇一、原田优香、 、天界、 斋藤直贵、冈崎圆郁、 Grand Guerrilla、 Roccia Nobili、Cyrus、 Majin Bro、RA CRAFT                           | 清丸悟     | 5月1日         |
| 5    |          | The Monster－怪物－          | 小野学   | 山田太郎                       | 山田太郎                | 镰田均、南伸一郎、 金正男、吉冈胜、 须永正博、林奈央、 海野爱惠、Lee Min-Mae、 Park Sang-ho、 Kim Young-sub、4tune                        | 小林利充   | 5月8日         |
| 6    |          | The Firestarter－赴火之蟲－  | 菅原雪繪 | 北井嘉樹                       | 山內東生雄              | Grand Guerilla、 岡崎圓郁、原田優香、 天界、、 齋藤直貴、 Cyrus Rebello、 Giovanni、追光映畫                                              | 鯉川慎平   | 5月15日        |
| 7    |          | The Magician－魔術師－       | 小野學   | 高田昌豐                       | 高田昌豐                | Kim Hee-gang、 Lee Jun-jong、 Lee Min-mae、 Lee Dongwook、 Kim Sungil、 Lee Jongil、 Park Sang-ho、 丸英男、松下纯子、 南伸一郎、须永正博 | 清丸悟     | 5月22日        |
| 8    |          | The Assassin－暗殺者－       | 富田賴子 | 福田道生                       | Kim Hee-gang、 前園文夫 | Kim Hee-gang、 Lee Min-mae | 清丸悟     | 5月29日        |
| 9    |          | The Signpost－路標－         | 菅原雪繪 | 下司泰弘、 永居慎平            | 神崎雄二                | Kim Hee-Gang、 Lee Jun-Jong、 Lee Min-Bae、 Jang Sang-Mi、 Lee Dong-Wook、 Kim Sung-Bum、 Yoon Seung-Hyun、 Park Sang-Ho                  | 小林利充   | 6月5日         |
| 10   |          | The Emblem－國徽－           | 富田賴子 | 永居慎平                       | 村田尚樹                | 櫻井木之實、飯飼一幸、 花輪美幸、杜偉峰、 魏旭龍、陳亮                                                                                    | 小林利充   | 6月12日        |
| 11   |          | The Beginning－啟動－        | 菅原雪繪 | 鐮田祐輔                       | 長尾聰浩                | 佐藤結花 | 清丸悟     | 6月19日        |
| 12   |          | The Sacred Place－神殿－     | 小野學   | 副島惠文                       | 青柳隆平                | 高瀨沙耶香、須永正博、 松下純子、鐮田均、 鯉川慎平、杉村友和、 林奈央、海野愛惠、 ANIHOUSE SUN                                            | 阿部恆     | 6月26日        |
| 13   |          | The Invaders－侵入者－       | 富田賴子 | 八谷賢一                       | 前園文夫、 神崎雄二     | 李少雷 | 不適用     | 10月10日       |
| 14   |          | The Corpse－屍體－           | 菅原雪繪 | 所俊克                         | 神崎雄二                | 海野愛惠、 林奈央、 杉村友和 | 不適用     | 10月17日       |
| 15   |          | The Vampire－吸血鬼－        | 小野學   | 小野學、 永居慎平              | 長尾聰浩                | 佐藤結花、 李少雷、 seed | 不適用     | 10月24日       |
| 16   |          | The Fake－虛偽－             | 富田賴子 | 永居慎平、 野崎麗子、 小野學   | 蟹久保朱真              | 鯉川慎平、須永正博、 大村將司、松下純子、 seed、TripleA、玄機、 One Order、4tune                                                          | 不適用     | 10月31日       |
| 17   |          | The Matriarch－家長－        | 菅原雪繪 | 永居慎平、 北井嘉樹、 Royden B | 村田尚樹                | 櫻井木之實、杜偉峰、 魏旭龍、陳亮、居朝剛                                                                                                 | 阿部恆     | 11月7日        |
| 18   |          | The Revenge－復仇－          | 小野學   | Royden B                       | 神崎雄二                | 林玟志、元美那、 朴松花、朴順玉 | 阿部恆     | 11月14日       |
| 19   |          | The Friends－親友－          | 富田賴子 | Royden B                       | 伊魔崎齋                | 伊魔崎齋、、 野澤弘樹、三關宏幸、 阿部由佳、竹內一將、 川上俊弘、田中淳次、 水谷剛德、井上不二雄、 人見直矢、杜心文、 小原和大、SMX       | 阿部恆     | 11月21日       |
| 20   |          | The Visitors－來訪者－       | 菅原雪繪 | Royden B                       | 前園文夫                | 李少雷 | 不適用     | 11月28日       |
| 21   |          | The Spirit－精靈－           | 富田賴子 | Royden B                       | 神崎雄二                | 林玟志、元美那、 朴松花、朴順玉 | 阿部恆     | 12月5日        |
| 22   |          | The Karma－宿緣－            | 菅原雪繪 | Royden B                       | 長尾聰浩                | 李少雷、佐藤結花 | 不適用     | 12月12日       |
| 23   |          | The Declaration－宣戰－      | 小野學   | Royden B                       | 村田尚樹                | 解子騫、櫻井木之實 | 阿部恆     | 12月19日       |
| 24   |          | The Shinjuku War－新宿大戰－ | 小野學   | Royden B                       | 黑田幸生                | 鯉川慎平、大村將司、 須永正博、海野愛惠、 林奈央、李少雷、 杉村友和、松下純子、 金正男、4tune                                             | 阿部恆     | 12月26日       |

### 播映平台
| 播映地區                           | 播映平台                           | 播映日期                 | 播映時間              | 備註     |
| 第一部分                           | 第一部分                           | 第一部分                 | 第一部分              | 第一部分 |
| ---------------------------------- | ---------------------------------- | ------------------------ | --------------------- | -------- |
| 臺灣                               | 巴哈姆特動畫瘋                     | 2023年4月11日－6月27日   | 星期二 00:00（UTC+8） |          |
| 臺灣                               | 中華電信MOD                        | 2023年4月11日－6月27日   | 星期二 00:00（UTC+8） |          |
| 臺灣                               | Hami Video                         | 2023年4月11日－6月27日   | 星期二 00:00（UTC+8） |          |
| 臺灣                               | friDay影音                         | 2023年4月11日－6月27日   | 星期二 00:00（UTC+8） |          |
| 臺灣                               | LINE TV                            | 2023年4月11日－6月27日   | 星期二 00:00（UTC+8） |          |
| 臺灣                               | KKTV                               | 2023年4月11日－6月27日   | 星期二 00:00（UTC+8） |          |
| 臺灣                               | MyVideo                            | 2023年4月11日－6月27日   | 星期二 00:00（UTC+8） |          |
| 臺灣                               | CATCHPLAY+                         | 2023年4月11日－6月27日   | 星期二 00:00（UTC+8） |          |
| 第二部分                           |                                    |                          |                       |          |
| 臺灣                               | 巴哈姆特動畫瘋                     | 2023年10月10日－12月26日 | 星期二 00:00（UTC+8） |          |
| 香港、澳門、臺灣、馬來西亞、新加坡 | Ani-One中文官方動畫頻道（YouTube） | 2023年10月10日－12月26日 | 星期二 00:00（UTC+8） |          |

## 註腳

### 來源
1. .   [2025-06-03].
2. . www.zoommovie.com.   [2025-06-03] （中文（臺灣））.
3. ↑  . 2017年10月20日  [2021年5月22日]. （原始内容存档于2021年10月23日）.
4. ↑  . コミックナタリー (ナターシャ). 2023-05-02  [2023-05-08]. （原始内容存档于2023-05-09）.
5. ↑  mangaup_PR的2023年5月8日的推文、. Retrieved 2023-05-08.
6. ↑  mangaup_PR的2023年11月25日的推文、. Retrieved 2023-12-10.
7. ↑  . MANTAN. 2022-11-15  [2022-11-15]. （原始内容存档于2022-11-26）.
8. ↑  @solitaire_tv.  (推文). 2022-11-15  [2022-11-15] –Twitter （日语）.
9. ↑  . 2020年2月13日  [2021年5月22日]. （原始内容存档于2021年10月26日）.
10. 1 2 3  . Comic Natalie. 2022-11-15  [2022-11-15]. （原始内容存档于2022-11-15） （日语）.

## 外部連結
- 漫畫官方網站（日語）
- 東立漫遊網漫畫第1集書籍資料（中文）
- 電視動畫官方網站（日語）
- 電視動畫的X（前Twitter）（日語）